# Візантійсько-венеційський договір (1277)
Візантійсько-венеційський договір 1277 року — угода між Візантійською імперією та Венеційською республікою, яка переглянула та продовжила на два роки попередній договір 1268 року між двома державами. Угода була вигідна для обох сторін: візантійський імператор Михаїл VIII Палеолог утримав венеційців і їх флот від участі в спробах Карла Анжуйського організувати антивізантійський хрестовий похід, в той час як венеційці змогли зберегти доступ до привабливого візантійського ринку і навіть розширити свої торгові привілеї, отримавши прямий вихід до Чорного моря та право на власні квартали в Константинополі та Фессалоніках. Крім того, вони змогли зупинити візантійське відвоювання контрольлваних венеційцями територій в Егейському морі, хоча договір чітко дозволяв обом сторонам продовжувати боротьбу за контроль над островом Евбея (Негропонте). Тим не менш, короткий термін дії угоди свідчив про те, що для обох сторін вона була тимчасовим засобом. Після закінчення терміну дії договору венеційці все ж таки приєднались до антивізантійських планів Карла Анжуйського, уклавши з ним в 1281 Орв'єтську угоду, але їхні плани щодо відвоювання Константинополя і відновлення Латинської імперії були зірвані через повстання на Сицилії в 1282 році, яке повністю відволікло усю увагу і ресурси Карла та зробило напад на Візантію неможливим. Це змусило Венецію знову шукати миру з візантійцями і в 1285 році сторонам вдалось укласти наступну мирну угоду, цього разу розраховану на десятилітній термін.

## Передумови

Карта південної Греції з візантійськими володіннями та латинськими державами, станом на 1278 рік

Відвоювання Константинополя нікейським імператором Михайлом VIII у 1261 році та відновлення Візантійської імперії під керівництвом династії Палеологів було серйозним ударом по політичним та комерційним інтересам Венеційської республіки у Східному Середземномор'ї. Щоб захиститися від могутнього венеційського флоту, Палеолог уклав Німфейський договір з Генуезькою республікою, якій були надані на території відновленої Візантії такі ж торгові привілеї, якими володіла Венеція в Латинській імперії. Однак поразки спільного генуезько-візантійського флоту у війні проти Венеції, а також поступове укріплення власнихпозицій Михаїла Палеолога призвели до поступового охолодження відносин між двома союзниками. Після того, як у 1264 році генуезький подеста в Константинополі був звинувачений у змові щодо передачи міста королю Сицилії Манфреду, імператор вигнав генуезців із візантійської столиці.

Після розриву з генуезцями, Палеолог почав шукати зближення з Венецією. Проєкт мирної угоди між Венецією і Візантією було складено 18 червня 1265 року, але він не був ратифікований дожем Венеції. З появою в Італії амбітного Карла Анжуйського і візантійці і венеційці стали зацікавлені у взаємному зближенні, що врешті призвело до укладення п'ятирічного мирного договору в 1268 році. В результаті покращення переговорної позиції візантійського імператора, який відновив союз з генуезцями, умови нового договору з Венецією були для візантійців більш вигідними, ніж проєкт нереалізованого договору 1265 року. Строк дії мирної угоди 1268 року закінчився в 1273 році, але з формулювань договору 1277 року ясно, що угода 1268 року залишалась ще деякий час в силі і після цього. Невідомо, чи це було пов'язано із продовженням (можливо — щорічним) дії цієї угоди, чи в результаті укладання повноцінного нового договору, який не зберігся до нашого часу.

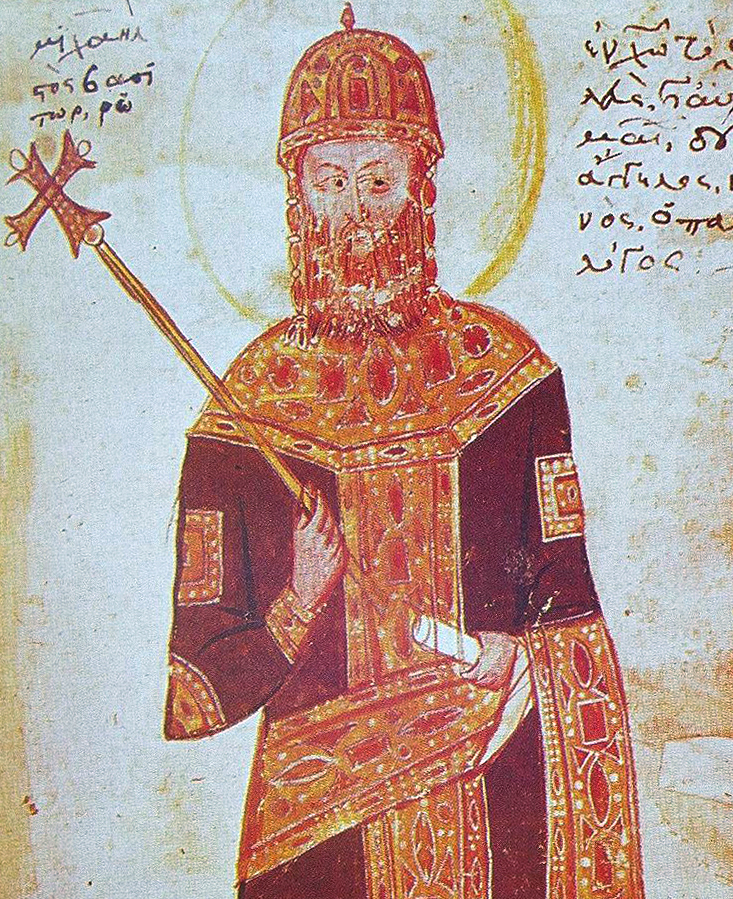
Імператор Михаїл VIII Палеолог (мініатюра XIV століття з " Історії " Георгія Пахімера).

Венеційці мали підстави бути незадоволеними виконанням умов мирної угоди 1268 року, оскільки положення договору щодо вільного та безпечного пересування венеційських купців та їхніх товарів візантійці не дотримувалися ретельно: у 1278 році дож представив понад 300 справ про завдання з 1268 року шкоди венеційським кораблям, купцям та товарам підданими імператора; багато з кривдників були візантійськими піратами, але збитки також завдавались солдатами, митниками та місцевими губернаторами, і навіть, одного разу, севастократором (можливо, зведеним братом Палеолога Костянтином), який пограбував і вбив венеційського архідиякона, захопленого на кораблі біля Мореї.
Тим не менш, після підписання в 1274 році Ліонської унії між Католицькою і Православною церквами, Палеолог отримав значне посилення власних позицій, оскільки тепер Папа Римський визнав його законним правителем і заблокував плани Карла Анжуйського здійснити хрестовий похід на Константинополь з метою відновлення Латигської імперії. У той же час візантійці успішно атакували різні латинські держави, заснованих в Егейському морі після Четвертого хрестового походу. На чолі з латинським ренегатом Лікаріо візантійський флот повернув собі більшість менших островів Егейського моря та більшу частину великого острова Негропонте (Евбея), окрім його столиці, міста Негропонте (сучасна Халкіда), яке захищав венеційський байло.

## Договір 1277 року

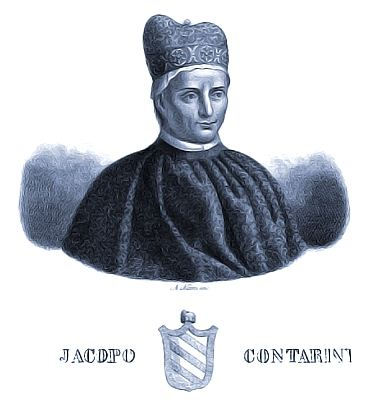
Портрет дожа Якопо Контаріні з Storia dei Dogi di Venezia, 1867

Налякані просуванням Візантії та загрозою, яку становили для венеційської торгівлі корсари, фінансовані Палеологом, венеційці послали послів до Константинополя, щоб продовжити договір 1268 року. Венеційське посольство під керівництвом Маріно Валарессо, Марко Джустініана та Анджело Марчелло перебувало при візантійському дворі вже в 1275 році. Вальтер Норден (Das Papsttum und Byzanz, 1903) припустив, що новий договір було укладено вже того рок, але в джерелах немає жодних підтверджень цього. Укладенню нового венеційсько-візантійського договору сприяла смерть скептично налаштованого до візантійців дожа Лоренцо Тьєполо, який опирався будь-яким поступкам Палеологу, і обрання на посаду дожа Якопо Контаріні. Венеційці також були стурбовані поновленням візантійського договору з Генуєю, який гарантував генуезцями володіння Галатою, розташованою на іншому від Константинополя березі затоки Золотий Ріг, що давало генуезцям помітну перевагу в торгівлі з імперією.
2 вересня 1276 року венеційські посли Марко Бембо і Маттео Граденіго отримали повноваження на ведення переговорів і укладення угоди. Дож Контаріні намагався уникати термінів, які могли б образити Палеолога, опустивши титул «володар однієї чверті та однієї восьмої частини Романської імперії», на який претендували його попередники з часів Четвертого хрестового походу, і обмежився титулом «дож Венеції, Далмації та Хорватії, а також володарь місць і островів, підвладних його догату» (лат. Venecie, Dalmacie et Croacie Dux, dominus terrarum et insularum suo Ducatui subiectarum). В той же час дож ввічливо звертався до Палеолога як до «імператора римлян» (Imperator et moderator Romeorum) і «нового Костянтина» (novus Constantinus). Граденіго помер під час тривалих переговорів, і 19 березня 1277 року Бембо нарешті уклав угоду самостійно. Примітно, що ця угода була сформульована не як договір між рівними, а скоріше як хризовул, дарований Венеції імператором, який «бажав зберегти мир з усіма християнами».

### Умови
Латинський текст угоди опубліковано в збірці венеційських документів Тафеля і Томаса, а його грецький текст — Міклошича і Мюллера. Угода містила такі статті:
1. Між двома державами укладалось дворічне перемир'я на суші та на морі. Після цього перемир'я буде автоматично продовжено на наступні шість місяців, якщо жодна з сторін не оголосить про свій намір розірвати договір заздалегідь[23][26][29].
2. Імператор погодився визнати венеційське володіння Критом і вивести з острова свої війська, надіслані на підтримку повстання братів Чортаців[29][30]. У наступному пункті імператор визнав венеційське володіння фортецями Модон і Корон на півострові Пелопонес і погодився жодним чином їх не турбувати[31][32]. Обидва пункти також були в договорі 1268 року[10][33].
3. Обом сторонам було надано свободу діяти без обмежень одна проти одної та проти їх союзників у Негропонте, аж до повного завоювання всього острова Евбея[26][31][32]. У проекті договору 1265 року Палеологу було надано таку ж свободу дій, але підданим Венеції було заборонено допомагати лангобардським володарям острова в їх боротьбі проти Візантії[6][34].
4. Імператор визнав залишки острівних володінь двох великих латинських правителів на Кікладському архіпелазі - герцога Наксоського Марко II Санудо і Бартоломео I Гізі, обидва з яких мали венеційське походження. В обмін на це обидва володарі зобов'язалися не допомагати ворогам імператора і не надавати притулку корсарам, ворожим до його інтересів[26][31][32].
5. Імператор надасть венеційцям у використання цілий квартал у Константинополі, який простягається вздовж морської стіни Золотого Рогу, від воріт Друнгаріос углиб міста до церков Св. Акіндіна та Марії, звідти до вулиці Зонараї та вниз до воріт Перама на березі моря. У цьому районі імператор виділив три будинки для венеційського байло, його радників і для використання в якості складу. Дві церкви, Марії та Святого Марка, надавались для використання венеційцями, а 25 будинків повинні були бути надані безкоштовно для користування венеційським купцям, кількість яких коливалася залежно від потреб[35][36]. Гарантований угодою 1277 року венеційський квартал знаходився на тому самому місці у Константинополі, де був розташований венеційський квартал до Четвертого хрестового походу, але був меншим за розміром[37]. Подібні домовленості мали бути зроблені в Салоніках, з трьома будинками, наданими для лідерів венеційської громади, до 25 будинків для торговців і використанням церкви, «якою раніше користувалися вірмени»[38][39]. Венеційцям також було надано право орендувати будинки, лазні та пекарні в будь-якій частині імперії, відповідно до їхніх потреб[38][39].
6. Вперше було розглянуто питання gasmouloi, нащадків змішаних грецько-венеційських шлюбів, укладених за часів Латинської імперії (1204—1261). Вони мали вважатися венеційськими громадянами з усіма відповідними правами та свободами[38][39].
7. Як і в угоді 1268 року[10], венеційці мали право використовувати власні міри та ваги та мати власні церкви латинського обряду[39][40].
8. Договір імператора з генуезцями було визнано дійсним, і генуезці не мали бути вигнані з імперії. Як і в договорі 1268 року, венеційцям було наказано підтримувати мир з генуезцями на підвладній візантійському імператору території між Абідосом біля входу в Дарданелли та північним входом до Босфору на Чорному морі, а будь-яка суперечка між ними передавалася мала бути вирішена самим імператором. Будь-яка компенсація, визначена імператором, повинна була бути виплачена протягом півроку, а якщо б цього не відбулось, імператор мав забезпечити її виплату самостійно[41][42][40].
9. Венеційцям було надано право вільно торгувати в імперії та звільнено від будь-яких податків і митних зборів на венеційські товари. Невенеційські товари підлягали декларуванню і оплаті. Порушення зі сторони імперських митників будуть компенсовані з імперської скарбниці. Венеційські купці були передані під владу та відповідальність власного байло та місцевих ректорів[43][44]. За цим слідував пункт, який підтверджував повну свободу венеційців і непорушність привілеїв, забороняючи накладати будь-які мита або обмежувати їхню торгівлю[45][37].
10. Імператор зобов'язався компенсувати венеційцям, які зазнали з 1268 року збитків від імперських підданих або агентів, а венеційці взяли на себе взаємне зобов'язання[45][37].
11. Наступні пункти договору стосуються правових справ венеційців, які померли на території Візантійської імперії, юрисдикції у разі суперечок або злочинів за участю візантійців і венеційців, а також корабельних аварій[37][46], здебільшого повторюючи умови попереднього договору[47]. Положення про купівлю зерна також повторювалися у зміненій формі: через розпочате Палеологом знецінення золотого візантійського гіперпірона, венеційці тепер мали сплачувати 100, а не 50 гіперпіронів за 100 модіїв зерна, але було дозволено вивозити його безпосередньо з Чорного моря[48][49]. Нове положення регулювало торгівлю візантійських купців у самій Венеції[50].
12. Обидві сторони мали звільнити своїх полонених[37][51].
13. Венеція зобов'язалася не вступати в союз і не дозволяти використовувати свої кораблі для перевезення військ будь-якого князя, який міг би напасти на Палеолога[52][53]. Крім того, імперія зобов'язалася не дозволяти виробництво зброї проти венеційців і виплачувати їм компенсацію, якщо це станеться[51].
14. Якщо будь-яка зі сторін порушила б умови договору, обидві сторони зобов'язалися не розпочинати негайнио військові дії, а натомість вести переговори[32][54] [55].

## Наслідки
Зрозуміло, що обидві сторони були обережні, підстраховуючи свої ставки з огляду на нестабільну міжнародну ситуацію, про що свідчить короткий термін дії договору. Зокрема Венеція все ще сподівалась на здійснення Карлом Анжуйським хрестового походу проти Палеолога, що могло б призвести до відновлення венеційського панування, яке існувало до 1261 року.
У результаті договір не був продовжений після закінчення терміну його дії, і в 1281 році венеційці уклали з Карлом Анжуйським Орв'єтську угоду про створення антивізантійської коаліції з метою відновлення Латинської імперії, причому на квітень 1283 року був заплановано початок експедиції проти Константинополя. Однак задуми Карла були фатально перервані спалахом Сицилійської вечірні в березні 1282 року та наступною війною Сицилійської вечірні. За умовами договору в Орв'єто між Венецією та Візантією поновлювався стан війни. Оскільки повстання на Сицилії зруйнувало шанси венеційців відновити своє привілейоване становище, і на час воєнного стану їхня торгівля зі Сходом була перервана, на користь генуезців. Після тривалих переговорів у липні 1285 року було укладено десятирічний мирний договір, який по суті поновлював угоду 1277 року.

## Венеційські вимоги про компенсацію

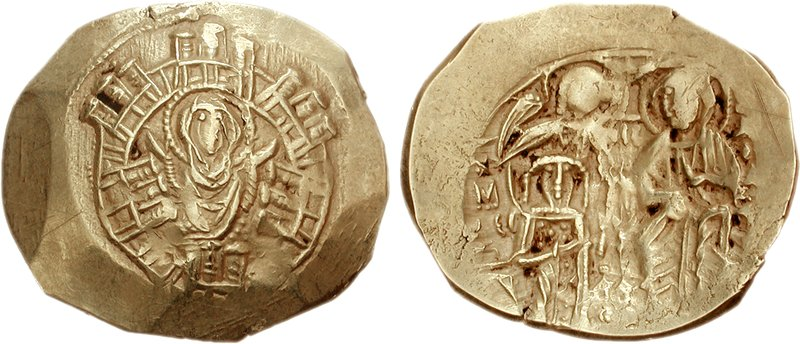
Гіперпірон Михаїла VIII Палеолога

Застереження про компенсацію, включене в договір, стало предметом дебатів серед сучасних вчених. Згідно з умовами угоди 1277 року, механізм компенсації мав бути «відповідно до форми першого перемир'я», але в договорі 1268 року нічого про це не кажеться. Тому було зроблене припущення, що такий пункт міг бути включений у будь-яке поновлення або перегляд цього договору, зроблене після 1273 року. Відповідно до цього пункту венеційський уряд створив комісію з трьох осіб для розгляду претензій венеційських купців щодо завданих ним збитків від імперських агентів під час перемир'я. Уповноважені Джиберто Дандоло, Маріно Граденіго та Лоренцо Сагредо розглянули 339 претензій щодо 257 інцидентів, ознайомившись з офіційними звітами венеційських агентів в Егейському морі, а також усними свідченнями окремих осіб, і опублікували свій звіт у березні 1278 року. Венеційські претензії становили суму близько 35 000 гіперпіронів, але тільки після договору 1285 року венеційські претензії були визнані візантійським імператором Андроніком II Палеологом (правив в 1282—1328), який погодився виплатити 24 000 гіперпіронів як компенсацію.